# Astra Linux
Astra Linux és un sistema operatiu d'ordinador (SO) basat en Linux rus que s'està desplegant àmpliament a la Federació Russa per substituir Microsoft Windows. Inicialment va ser creat i desenvolupat per satisfer les necessitats de l'exèrcit rus, altres forces armades i agències d'intel·ligència. Proporciona protecció de dades fins al nivell de "secret màxim" en el grau d'informació classificada rus amb un control d'accés obligatori. Ha estat certificat oficialment pel Ministeri de Defensa de Rússia, el Servei Federal de Control Tècnic i d'Exportació i el Servei Federal de Seguretat.
Al llarg de la dècada de 2010, mentre les autoritats i la indústria russes intentaven reduir la dependència dels productes occidentals (" industrialització de substitució d'importacions "), els civils russos van fer servir Astra Linux com a sistema operatiu universal per a ordinadors personals. A part de l'exèrcit i la policia, ara s'està subministrant a institucions educatives, sanitàries i altres institucions estatals, així com a gegants de la indústria com RZD, Gazprom, Rosatom i altres. Les versions de servidor d'Astra Linux estan certificades per funcionar amb equips Huawei.

## Especificacions
El creador del sistema operatiu és l'empresa científica/fabricant Rusbitech que està aplicant solucions segons el decret del govern rus núm. 2299-р de 17/10/2010 que ordena a les autoritats federals i les institucions pressupostàries que implementin l'ús del programari lliure.
Hi ha dues edicions disponibles del sistema operatiu: la principal s'anomena "Edició especial" i l'altra s'anomena "Edició comuna". Les principals diferències entre ambdues són el fet que el primer és de pagament, mentre que el segon és gratuït; el primer està disponible per a l'arquitectura x86-64, l'arquitectura ARM i l'arquitectura Elbrus, mentre que el segon només està disponible per a l'arquitectura x86-64; el primer té una certificació de seguretat i ofereix 3 nivells de seguretat del sistema operatiu (que porten el nom de ciutats russes i que de més baix a més alt són: Oryol, Voronezh i Smolensk), mentre que el segon no té la certificació de seguretat i només ofereix el nivell més baix de seguretat del sistema operatiu (Oryol).
Rusbitech també fabrica un "mòdul de control d'arrencada fiable/software/hardware" MAKSIM-M1 ("М643М1") amb bus PCI. Impedeix l'accés no autoritzat i ofereix altres funcions de seguretat digital millorades. El mòdul, a més d'Astra Linux, també admet SO amb Linux kernel 2.6.x fins a 5.xx, així com diversos SO Microsoft Windows.
Es declara que les llicències d'Astra Linux es corresponen amb les lleis russes i internacionals i "no contradiuen amb l'esperit i les exigències de la llicència GPL ". El sistema utilitza paquets.deb.
Astra Linux és un derivat reconegut de Debian. Rusbitech té relacions de col·laboració amb la Fundació Linux. Va formar part del consell assessor de The Document Foundation, però va ser suspès el 26 de febrer de 2022 a causa de la invasió russa d'Ucraïna.